# Ținutul Aleksandria
Ținutul Aleksandria (în rusă Александрийский уезд, în ucraineană Олександрійський повіт) a fost o unitate administrativ-teritorială (uezd) din gubernia Herson a Imperiului Rus, constituită în 1784. Centrul administrativ al ținutului a fost orașul Aleksandria (actualmente – Oleksandria). Populația ținutului era de 416.576 locuitori (în 1897).

## Istorie
În cadrul Imperiului Rus, ținutul a fost afiliat la următoarele unități administrative:
- 1784–1796 în componența viceregatului Ekaterinoslav, abolit;
- 1806–1920 — gubernia Herson
- 1920–1922 — gubernia Kremenciug.

## Geografie
Ținutul Aleksandria ocupa o suprafață de 10.454 km² (9.800 verste). În nord se învecina cu gubernia Kiev, în nord-est cu gubernia Poltava, în est avea hotar cu gubernia Ekaterinoslav, în sud cu ținutul Herson, iar în vest se mărginea cu ținutul Elisavetgrad din aceeași gubernie.

## Populație
La recensământul populației din 1897, populația ținutului era de 416.576 de locuitori, dintre care:
| Grup etnic           | Populație | % Procentaj |
| -------------------- | --------- | ----------- |
| Maloruși (ucraineni) | 354.456   | 85,1%       |
| Velicoruși (ruși)    | 39.072    | 9,4%        |
| Evrei                | 15.322    | 3,7%        |
| Moldoveni [români]   | 2.721     | 0,65%       |
| Belaruși             | 2.354     | 0,5%        |
| alții                | 2.651     |             |

## Diviziuni administrative
În anul 1913, Ținutul Aleksandria cuprindea 32 de voloste (ocoale).